# 주말레이시아 일본 대사관
주말레이시아 일본 대사관(일본어: 在マレーシア日本国大使館, 말레이어: Kedutaan Jepun di Malaysia)은 일본 정부가 말레이시아 쿠알라룸푸르에 설치한 대사관이다.

## 역사
- 1957년 8월 31일: 말라야 연방의 독립과 함께 일본과 말라야 연방 간의 외교 관계가 수립됨
- 1957년 11월 16일: 말라야 연방의 수도인 쿠알라룸푸르에 주말라야 연방 일본 대사관이 설립됨
- 1963년 9월 16일: 말라야 연방, 싱가포르, 사라왁 왕국, 북보르네오가 통합되어 말레이시아가 형성됨
- 1964년 5월 11일: 공관 명칭을 주말레이시아 일본 대사관으로 바꿈

## 관할 구역
- 주말레이시아 일본 대사관: 쿠알라룸푸르, 슬랑오르주, 느그리슴빌란주, 믈라카주, 파항주, 조호르주, 푸트라자야
- 주피낭 일본 총영사관(피낭섬에 위치함): 피낭주, 크다주, 프를리스주, 페락주, 클란탄주, 트렝가누주
- 주코타키나발루 영사 사무소(코타키나발루에 위치함): 사바주, 사라왁주, 라부안
- 주조호르바루 일본 출장 주재관 사무소(1999년에 조호르바루에 설립되었으나 2014년에 폐지됨. 영사 업무는 주말레이시아 일본 대사관에 이관됨.)

## 같이 보기
- 조호르 일본인 학교